# Partido Comunista Filipino
El Partido Comunista Filipino (en pampango: Filipínung Komunistang Partídu; en cebuano: Filipinhong Komunistang Partido; en tagalo: Partido-Komunista ng Pilipinas o PKP; en inglés: Philippine Communist Party) es un partido político de Filipinas, fundado en 1930. Actualmente se le llama por sus siglas de PKP-1930, para diferenciarlo del Partido Comunista de Filipinas, de inspiración maoísta y brazo político del grupo insurgente Nuevo Ejército del Pueblo.

## Historia

### Primeros años
El PKP fue fundado el 7 de noviembre de 1930, en el decimotercer aniversario de la Revolución de Octubre. Los fundadores del Partido procedían de una escisión del Partito Progresista de los Trabajadores, de ideología socialdemócrata. El primer secretario general del PKP fue Crisanto Evangelista. El 26 de octubre de 1932 el Tribunal Supremo de Filipinas, controlado políticamente por los Estados Unidos, declaró ilegal al PKP, que comenzó a trabajar en la clandestinidad. Un aliado destacado del PKP en la legalidad fue el Partido Socialista de Filipinas, también de inspiración marxista.
En 1935 el PKP ingresó en la Internacional Comunista y en 1938, tras regresar a la legalidad, se fusiona con los socialistas. Al calor de esta unificación, participó en las elecciones municipales de 1940 cosechando un buen resultado en la isla de Luzón, con seis alcaldes comunistas.

### Lucha anticolonialista contra japoneses y estadounidenses
Cuando Japón atacó Filipinas en la Segunda Guerra Mundial el PKP creó un frente único de todas las fuerzas antiimperialistas del archipiélago formando el Ejército Popular Filipino, más conocido como Hukbalahap. Durante la guerra el PKP gana una fuerte influencia entre las poblaciones más empobrecidas del país, tanto que si hubiese querido alinearse con el resto de partidos izquierdistas, habría ganado las elecciones de 1946. Para impedir eso, las autoridades filipinas y los servicios de inteligencia norteamericanos emprendieron una campaña de hostigamiento contra los comunistas filipinos, continuando con la política exterior aplicada en otros países del Sudeste Asiático.
En 1948, formando el Ejército Popular de Liberación (Hukbong Mapagpalaya ng Bayan), el PKP inició una campaña de lucha armada contra el Gobierno filipino. Ya en 1950, sin embargo, la dirección en pleno del PKP fue detenida, desarticulando su Comité Central.
En este estado de confusión interna, el Hukbalahap sufrió una serie de derrotas militares que llevaron a la dirección del PKP a entablar conversaciones con Manila. La campaña de lucha armada se dio por finalizada en 1954.

### Escisión y consecuencias
En estos años, el PKP consiguió consolidarse como partido político legal y democrático, en una situación bastante similar, por ejemplo, a la del desaparecido Partido Comunista Italiano. El ala más izquierdista del PKP se oponía a esta benevolencia con el Gobierno filipino y en 1967 se escinde del PKP, criticando el revisionismo de sus dirigentes y la aceptación de la renegación de Stalin por parte de Nikita Jruschov en la URSS. Esta izquierda, cercana a las tesis de Mao Zedong y a la República Popular China, fundó el Partido Comunista de Filipinas en 1968, como brazo político del Nuevo Ejército del Pueblo. A partir de entonces el PKP original sería conocido como PKP-1930.
El PKP-1930 fue perdiendo gradualmente su influencia en la sociedad filipina, mientras que la escisión maoísta ganaba cada vez más popularidad entre las capas más empobrecidas del país. Curiosamente, el PKP ofreció su apoyo al dictador Ferdinand Marcos, en un intento por disminuir la represión contra los comunistas. Esta nada hábil maniobra hizo que la represión contra el PKP-1930 continuase, disminuyéndose sobre los maoístas.

## El PKP actualmente
Actualmente, el PKP-1930 continúa trabajando en la vida política de Filipinas y no mantiene relaciones con los maoístas. Su secretario general es Pedro Baguisa y su órgano de expresión es el periódico Ang Komunista.
En el plano internacional, el PKP-1930 mantiene excelentes relaciones con el Partido Comunista de Cuba (Baguisa pronunció un discurso durante las celebraciones de la Fundación Guayasamín por el 80.º cumpleaños de Fidel Castro). En España mantienen relaciones con el PCPE y el PCOE.